# Albert Krushel
Albert Michael Krushel (Buffalo, Nova York, 21 d'octubre de 1889 – Buffalo, Nova York, 25 de març de 1959) va ser un ciclista estatunidenc, que va prendre part en els Jocs Olímpics d'Estocolm de 1912.
Va guanyar la medalla de bronze en la contrarellotge per equips, formant equip amb Carl Schutte, Alvin Loftes i Walter Martin. En la contrarellotge individual acabà el tretzè.